# Яс Марина
«Яс Марина» — гоночная трасса в Абу-Даби, ОАЭ, на которой дебютировал Гран-при Абу-Даби в сезоне 2009 года Формулы-1. Трасса расположена на искусственном острове Яс, площадью 2500 га. Вблизи трассы расположены гавань для яхт, парк развлечений Ferrari, отели, элитное жильё, бассейны, площадки для гольфа и торговый центр «Яс Молл» общей площадью 300 тыс. м².

## Проект
Трасса разработана известным немецким архитектором Германом Тильке. Задуманная как восточный аналог автодрома в Монако, трасса содержит 16 поворотов (9 левых и 7 правых), включая участки, проходящие мимо причала для яхт, а также пролегающие среди песчаных дюн. Яс Марина — одна из немногих трасс (включая Moscow Raceway, Казань Ринг (Каньон), Интерлагос, Истанбул Парк, Марина-Бей), движение по которой осуществляется против часовой стрелки, что представляет собой дополнительную трудность для гонщиков[какую?].
Трасса содержит три скоростных участка и несколько сложных поворотов. На автодроме предусмотрено четыре трибуны: главная, северная, восточная и южная, это единственный автодром на котором все трибуны являются крытыми. Одна из гравийных ловушек располагается непосредственно вблизи восточной трибуны (напротив восьмого поворота), также часть трассы проходит сквозь один из отелей на побережье. Интересной особенностью является часть выезда с пит-лейна, которая проходит под дорожным полотном трассы в специальном тоннеле. Позади пит-лейна расположены штаб-квартиры команд, телецентр, трасса для дрэгстеров, башня для VIP-персон, здание Ferrari.

### Технические данные
Площадь, занимаемая трассой, составляет 161,9 га, начальная расчётная вместимость автодрома — 50 тысяч человек. Длина трассы составляет 5,554 км (по средней линии), при движении по идеальной траектории — 5,491 км. Ширина трассы на разных участках изменяется от 12 до 16 м, ширина прямой старт/финиш — 15 м. Самая протяженная прямая имеет длину 1173 м. Теоретическая расчётная максимальная скорость[уточнить] должна была составить около 317 км/ч (перед восьмым поворотом) при общем времени прохождения круга около 100 с.
Число 5 в исламских странах, аналогично числу 7 в христианских, считается счастливым, и первоначально планировалось построить трассу, длина которой составила бы 5555 метров. Однако после сдачи в эксплуатацию длина трассы стала 5554 метра.
Начиная с 2015 года на автодроме проводится один из этапов шоссейной велогонки Тур Абу-Даби.

### Дополнительные конфигурации
На трассе предусмотрены перемычки, которые позволяют получить ещё две независимые конфигурации трассы: северное кольцо (короче основного на 3,15 км) и южное кольцо (короче на 2,36 км). Интересная особенность заключается в том, что дополнительные конфигурации не имеют общих участков, то есть могут использоваться независимо друг от друга, поэтому автодром Яс Марина может принимать два соревнования одновременно.
В апреле 2019 года внутри основной конфигурации была проложена трасса для ралли-кросса длиной 1,2 километра, со смесью асфальтовых дорожек и дорог покрытых слоем грунта, в пропорции 63 %/37%. И 5—6 апреля 2019 года Яс Марина приняла первый в истории этап чемпионата мира по ралли-кроссу, проходивший при искусственном освещении.

## Победители Гран-при Абу-Даби по годам
| Сезон | Пилот             | Конструктор         | Отчёт |
| ----- | ----------------- | ------------------- | ----- |
| 2009  | Себастьян Феттель | Red Bull-Renault    | Отчёт |
| 2010  | Себастьян Феттель | Red Bull-Renault    | Отчёт |
| 2011  | Льюис Хэмилтон    | McLaren-Mercedes    | Отчёт |
| 2012  | Кими Райкконен    | Lotus-Renault       | Отчёт |
| 2013  | Себастьян Феттель | Red Bull-Renault    | Отчёт |
| 2014  | Льюис Хэмилтон    | Mercedes            | Отчёт |
| 2015  | Нико Росберг      | Mercedes            | Отчёт |
| 2016  | Льюис Хэмилтон    | Mercedes            | Отчёт |
| 2017  | Валттери Боттас   | Mercedes            | Отчёт |
| 2018  | Льюис Хэмилтон    | Mercedes            | Отчёт |
| 2019  | Льюис Хэмилтон    | Mercedes            | Отчёт |
| 2020  | Макс Ферстаппен   | Red Bull-Honda      | Отчёт |
| 2021  | Макс Ферстаппен   | Red Bull-Honda      | Отчёт |
| 2022  | Макс Ферстаппен   | Red Bull-Honda RBPT | Отчёт |
| 2023  | Макс Ферстаппен   | Red Bull-Honda RBPT | Отчёт |
| 2024  | Ландо Норрис      | McLaren-Mercedes    | Отчёт |